# SS Nomadic (1891)
SS Nomadic byl parník společnosti White Star Line. Vybudován byl roku 1891 v loděnicích Harland & Wolff v Belfastu. Nejprve převážel dobytek, ale po vypuknutí búrských válek byl používán Royal Navy pro transport vojáků. Po válkách opět převážel dobytek. V roce 1903 byl prodán společnosti Dominion Line a přejmenován na Cornishman.